# Обстрелы Запорожья 6 и 9 октября 2022 года
 6 и 9 октября 2022 года вооружённые силы России совершили обстрелы Запорожья, ставшие одними из самых смертоносных ударов по городу. Известно о в общей сложности до 37 погибших (20 человек 6-го числа и до 17 человек 9-го) и о почти полутораста раненых, среди пострадавших есть дети.
По оценкам Би-би-си, всего с начала месяца и до девятого числа в Запорожской области от неизбирательных обстрелов погибло более 60 человек.

## Предпосылки
Предполагалось, что поводом для первого обстрела стало успешное наступление ВСУ в Херсонской области, для второго — взрыв на Крымском мосту; также среди предполагаемых предпосылок назывались действия вокруг национализируемой Россией Запорожской атомной электростанции, находящейся у города Энергодара всего в 120 километрах юго-западнее Запорожья.

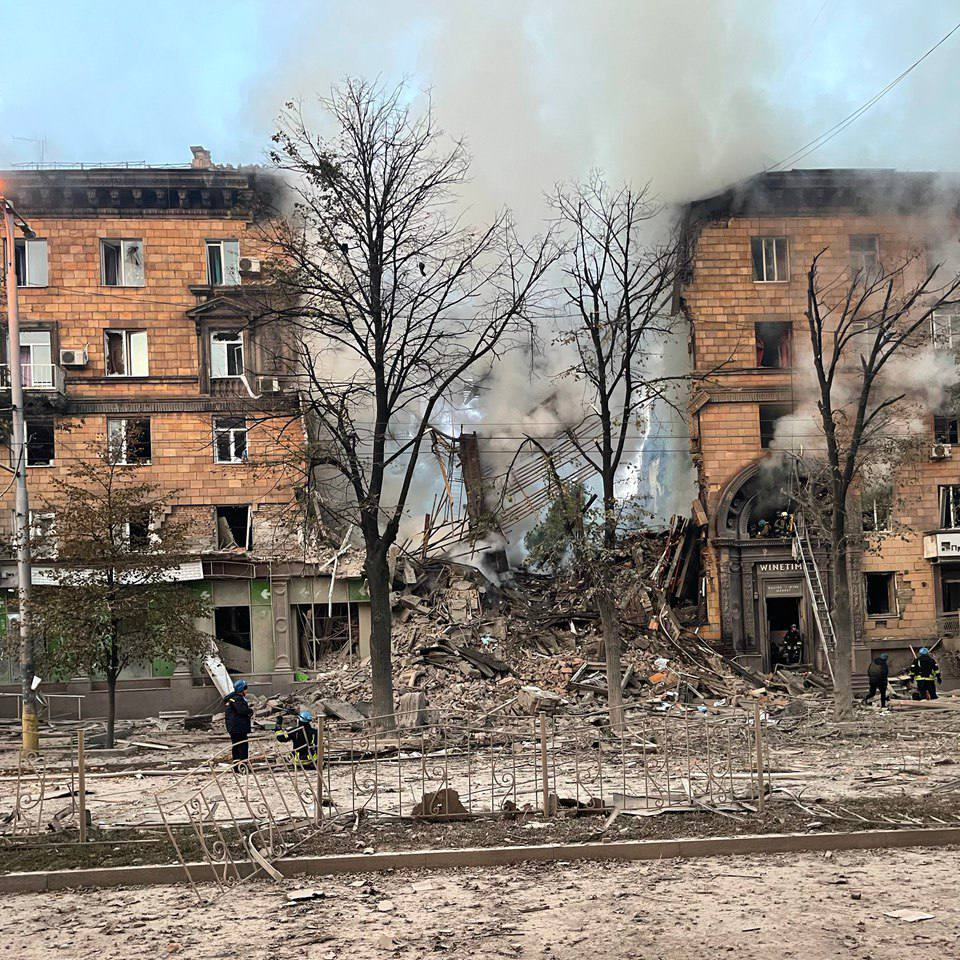
Дом 151 по Соборному проспекту после обстрела 6 октября

## Первый обстрел
Российские войска 6 октября нанесли несколько ракетных ударов по Запорожью: по первоначальным данным, погибли 11 человек, около 40 домов были повреждены. Ещё 21 человека в тот же день удалось спасти из-под завалов разрушенных жилых зданий, о чём сообщала Государственная служба чрезвычайных ситуаций Украины.
В дальнейшем число погибших увеличилось вначале до 19, затем до 20.

## Второй обстрел

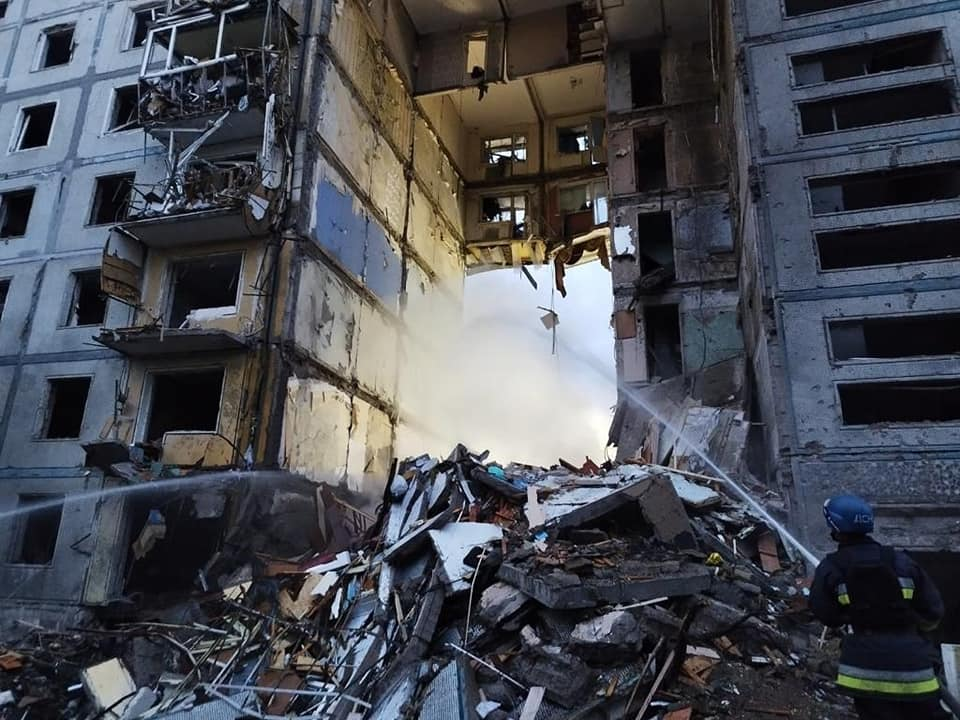
Зестафонская улица, дом 8 после обстрела 9 октября

В ночь на 9 октября город Запорожье подвергся массированному обстрелу, российская авиация выпустила 12 ракет Х-22 и Х-59, сообщил глава Запорожской областной военной администрации Александр Старух. В Вооружённых силах Украины уточнили, что всего Россия выпустила 20 ракет: четыре несли самолёты Ту-22 и Су-25, ещё 16 ракет запустили из ЗРК С-300.
Из-за ракетного удара по Запорожью погибли, по разным данным, от 12 или 13 до 17 человек. Также, как сообщил замглавы офиса президента Украины Кирилл Тимошенко, ещё 89 человек (в том числе 11 детей) пострадали, больше 50 пострадавших находились в состоянии средней тяжести.
Повреждения получили десятки жилых домов. Александр Старух сообщил, что полностью разрушены пять частных домов, повреждены инфраструктурные объекты и около 20 автомобилей. Секретарь Запорожского горсовета Анатолий Куртев, в свою очередь, сказал, что повреждены около 50 многоэтажных зданий и 20 частных домов, а также четыре образовательных учреждения. Частично разрушен один девятиэтажный жилой дом: после ракетного удара в одном из его подъездов образовалась дыра с первого по шестой этажи, утром спасатели разобрали оставшиеся верхние этажи подъезда.
По словам корреспондента Би-би-си Пола Адамса, недавно бывшего в Запорожье, поражённые здания не являлись очевидными военными целями, и их обстрелы кажутся совершенно неизбирательными.

## Реакция
6 октября Андрей Ермак, глава офиса президента Украины Владимира Зеленского, заявил, что «российские террористы умеют воевать только с мирными людьми».
9 октября Президент Украины Владимир Зеленский назвал Россию «абсолютным злом» и «государством-террористом».